# Sagebrush and Silver
Sagebrush and Silver ist ein US-amerikanischer Kurzfilm von Jack Kuhne aus dem Jahr 1941.

## Handlung
Im Kurzdokumentarfilm wird Nevada vorgestellt. Einzelne Szenen zeigen unter anderem Virginia City und den Hoover Dam. Die Bilder werden von Lowell Thomas als Erzähler begleitet.

## Produktion
Sagebrush and Silver entstand als Teil der Kurzfilmreihe Magic Carpet. Der Film erhielt am 15. August 1941 einen Copyright-Eintrag. Der Wüsten-Beifuß (Sagebrush) gehört zu den typischen Gewächsen in Nevada.

## Auszeichnungen
Sagebrush and Silver wurde 1942 für einen Oscar in der Kategorie „Bester Kurzfilm (Eine Filmrolle)“ nominiert, konnte sich jedoch nicht gegen Of Pups and Puzzles durchsetzen.